# Louis Dorus
Louis Dorus   (Valenciennes, 1 de març de 1812 - Étretat, 9 de juny de 1896) fou un flautista francès.
Vincent-Joseph van Steenkiste, el seu veritable nom, va ser el primer flautista francès a utilitzar la flauta travessera. Va perfeccionar aquest instrument, i és a l'origen del "sistema Dorus". Era el germà menor de Julie Dorus-Gras, el pare de la cantant i pianista Juliette Vansteenkiste, anomenada Dorus, coneguda després del seu matrimoni com Rabaud-Dorus i l'avi de H-B. Rabaud.
Dorus ha estat l'àlies de la família d'ençà el segle xviii, probablement des de l'arribada del seu besavi, Theodorus a Valenciennes. El 1705 va ser un treballador (paper de capitacions) i va venir de Kortrijk. Ell és a l'origen de tots els portadors del nom al Valenciennois. La seva família no té vincles amb una altra família burgesa Van Steenkiste, originària de Thielt.
La seva mare, Catherine Lionnois, va néixer a Nancy el 15 de maig de 1772. El pare de Vincent, Joseph, Aimé Joseph Ghislain van Steenkiste, nascut el 21 de juny de 1772 a Valenciennes, era antic lloctinent a la Grande Armée, reconvertit en comerciant i director d'orquestra al teatre Valenciennes. El seu avi Jean François Joseph era un pintor, el seu besavi François Joseph era mestre teixidor de Valenciennes. Vincent-Joseph ràpidament es va interessar per la música, que va aprendre amb el seu pare. Va estudiar al Conservatori de París on va obtenir el primer premi el 1828.
Dorus es va casar el 8 de març de 1836 a París, amb una filla del pintor Jean-Baptiste Singry (Notre Dame de Nancy, 1 de març de 1782 - París 1824), Émilie (nascuda l'11 d'agost de 1813 a París, morta el 19 de setembre de 1897 a Étretat). D'aquest matrimoni neixeran 3 fills. La seva filla Juliette es va casar religiosament el 24 d'octubre de 1867 a Saint-Roch, París amb Hippolyte Rabaud, violoncel·lista al conservatori de París.

## Carrera
De 1828 a 1830, Dorus va tocar al Théâtre des Variétés. Durant aquests anys, va donar concerts i va impressionar els que l'escoltaven, tal com ho van testificar els periòdics del temps dedicat a la música: Le Ménestrel va elogiar "La flauta sola executada amb tant gust i perfecció pel senyor Dorus, ha guanyat això el jove artista, els aplaudiments de tot el recinte".
De 1835 a 1866 va ser un flautista solista a l'Orquestra de la Societat dels concerts del Conservatori de París i va succeir a J-L. Tulou, al Conservatori l'any 1860. Tan bon punt arriba, imposa als seus alumnes la moderna flauta travessera Boehm System inventada per Theobald Boehm. En el moment de la seva carrera musical, va ser guardonat amb la Légion d'honneur per Marshall Vaillant en nom de l'emperador Napoleó III. Aquesta distinció (en virtut del Codi del 16 de març de 1852, que va repetir el codi de Napoleó I concedint la noblesa als Chevaliers de la Legió d'Honor, derogat per la Segona República i restaurat per Napoleó III) va donar Louis Dorus el títol d'Imperial Knight. Aquest títol es va transmetre als seus hereus, en particular els Rabaud. A més, Louis Dorus era un francmaçó.

## Fi de la vida
Es va retirar amb la seva fortuna el 1868. Va estar domiciliat a París a la rue de Copenhague i després a la Rue de Londres. Va anar sovint de vacances a Étretat, on va morir el 9 de juny de 1896. Un carrer de la ciutat porta el seu nom.

## Amics i coneguts
Louis Dorus i la seva germana major, Julie Dorus-Gras, es van relacionar sovint amb músics: Hector Berlioz, Giuseppe Verdi, Fromental Halévy i Giacomo Meyerbeer, per a qui Julie Dorus-Gras va interpretar el paper d'Alice a Robert le diable. Vincent van Steenkiste va ser testimoni de la mort del seu cunyat Simon Victor Gras, primer violinista de l'Òpera de París a Étretat el 4 de juliol de 1876 i del naixement del seu net Henri Benjamin.